# Siêu dự án

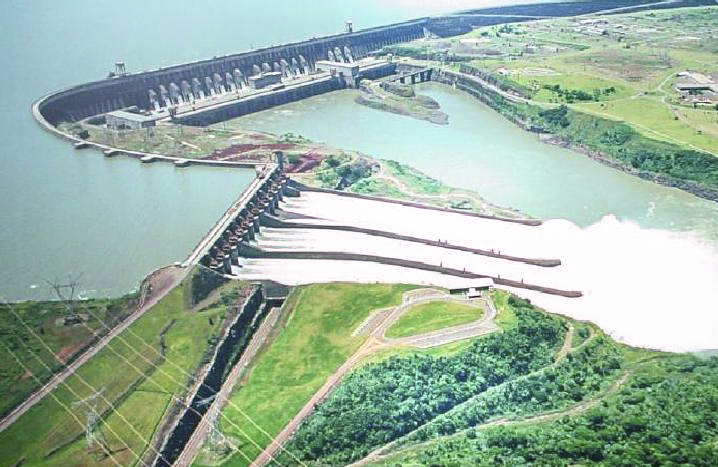
Đập Itaipu, một siêu dự án của thế kỷ XX

Siêu dự án là một dự án đầu tư rất lớn. Siêu dự án được định nghĩa là trị giá hơn 1 tỷ USD và thu hút rất nhiều quan tâm công chúng bởi vì các tác động đối với cộng đồng, môi trường và ngân sách. Đầu tư trong siêu dự án để kích thích nền kinh tế nói chung là một chính sách phổ biến kể từ khi cuộc khủng hoảng kinh tế những năm 1930.
Siêu dự án bao gồm cầu, hầm, đường cao tốc, đường sắt, sân bay, cảng biển, nhà máy điện, đập nước, các dự án xử lý nước thải, khu kinh tế đặc biệt, dầu và các dự án khai thác khí tự nhiên, tòa nhà, hệ thống công nghệ thông tin, các dự án hàng không vũ trụ, hệ thống vũ khí; tuy nhiên, hầu hết các siêu dự án phổ biến là nhà máy thủy điện, nhà máy điện hạt nhân và dự án giao thông công cộng lớn.